# Jānis Alksnis
Pour les articles homonymes, voir Alksnis.
Jānis Alksnis (7 décembre 1869 à Taurenes pagasts, Gouvernement de Livonie- 9 janvier 1939 à Riga) est un architecte letton.

## Biographie
Jānis Alksnis nait le 7 décembre 1869 dans la paroisse de Taurene. Diplômé de l'école en tant qu'étudiant externe, dans sa jeunesse il travaille sur les chantiers de son oncle, constructeur Jānis Brauns (1859-1929), il participe à la construction de nombreuses églises et bâtiments communautaires à Vidzeme et étudie à l'école de construction de Königsberg. À partir de 1894, il travaille en Sibérie avec l'ingénieur Jānis Krūmiņš à la construction du chemin de fer transsibérien dans le kraï de Transbaïkalie. À partir de 1900, il conçoit de nombreux immeubles à Riga.
Il meurt le 9 janvier 1939 à Riga.

### Ouvrages à Rīgā
- Antonijas ielā 24 et 26 (abas 1913)
- Blaumaņa ielā 3 (1912) et 5 (1911)
- Brīvības ielā 76 (1909), 129 (1910), 160 (1909), 182 (1903)
- Dzirnavu ielā 68 (1910) et 70 (1912)
- Eduarda Smiļģa iela 10 (1904)
- Jēkabpils ielā 6 (1903)
- Kalnciema ielā 1 (1910), 2 (1912)
- Krišjāņa Barona ielā 13/15 (1904), 26 (1910), 36 (1911)
- Lāčplēša ielā 1 (1909), 18 (1906), 29 (1911), 35 (1908) un 52/54 (1912)
- Marijas ielā 15 (1910)
- Maskavas ielā 24 (1911)
- Matīsa ielā 58 (1903)
- Melnsila ielā 7 (1902)
- Miera ielā 10 (1911), 17 (1911) un 19 (1909)
- Nometņu ielā 5 (1911)
- Puškina ielā 5 et 7 (abas 1911)
- Skolas ielā 4 (1910), 28 (1910)
- Strēlnieku ielā 13 (1903)
- Stabu ielā 19 (1908)
- Tilta ielā 5 (1911)